# Тракај
Тракај (литв. Trakai, рус. Троки, пољ. Troki) је град у Литванији, у југоисточном делу земље. Тракај чини самосталну општину у оквиру округа Вилњус.
Тракај је чувен по старом Тракајском замку и другом богатом наслеђу, па је једно од најпознатијих туристичких одредишта у целој Литванији.

## Географија
Град Тракај се налази у југоисточном делу Литваније, на 28 километара западно од главног града државе, Вилњуса.
Град је смештен у области бројних језера (преко 200), од којих јер највеће и најпознатије Галве. Град се развио уз језера, док се замак налази на омањем острву наспрам савременог града. Око града су велике површи под добро очуваном шумом, које су дана су оквиру заштићеног природног подручја.

## Становништво
Према последњем попису из 2001. године у Тракају је живело 5.725 становника. Од тога Литванци чине 61%, Пољаци 21%, а остатак су Руси и Караими. 
Караимски Јевреји су били посебност Тракаја, а представљали су туркојезичне Јевреје расељене са Крима у време средњег века. Током 20. века њихова заједница је готово изумрла на тлу Литваније.

## Галерија
- Једно од Тракајских језера
- Стара пошта
- Караимска синагога (кенеша)
- Традиционалне караимске куће

## Партнерски градови
- Бернбург
- Нови Сонч
- Рајне
- Алања
- Борне
- Трговиште
- Јаворов
- Ивано-Франкивск
- Луцк